# Україна на зимових Паралімпійських іграх 2002
Україна брала участь у Зимових Олімпійських іграх 2002 року у Солт-Лейк-Сіті (США) вдруге за свою історію, і завоювала 12 медалей (6 срібних і 6 бронзових).